# Маргаритов, Сергей Дмитриевич
Сергей Дмитриевич Маргаритов (1862—1921) — русский педагог и церковный писатель.

## Биография

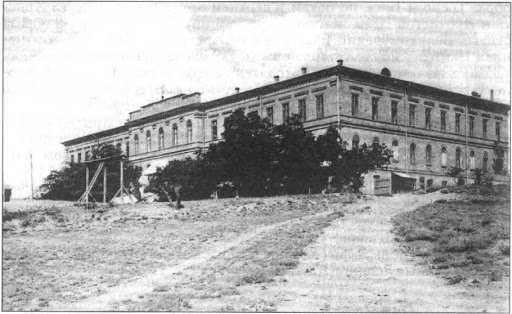
Феодосийский учительский институт

Из Рязанской семинарии (выпуск 1881 года). Окончил Императорскую московскую Духовную академию. 10-й магистрант XL курса (1881—1885).
Магистр богословия (1898), преподаватель Кишинёвской семинарии (1895), инспектор народных училищ Кишинёвского уезда (1902). Приятельствовал с митрополитом Арсением (Стадницким). Директор Феодосийского учительского института, позднее (с 1910) директор народных училищ Таврической губернии. Член Таврической учёной архивной комиссии (с 1911).